# NGC 2584
NGC 2584 è una galassia a spirale situata nella costellazione dell'Idra, a una distanza di circa 342 milioni di anni luce dalla nostra Via Lattea.

## Scoperta
La galassia è stata scoperta nel 1886 dall'astronomo statunitense Frank Muller.

## Descrizione
NGC 2584 ha una classe di luminosità II-III e presenta una larga riga a 21 cm dell'idrogeno neutro.
Nella galassia sono presenti anche regioni di idrogeno ionizzato.
NASA/IPAC classifica NGC 2584 come galassia a spirale barrata, ma la presenza della barra centrale non è rilevabile dalle immagini riprese dall'indagine SDSS.